# Eichenberg (Blankenburg)
Der Eichenberg im Mittelgebirge Harz ist ein 416 m ü. NHN hoher Berg bei Blankenburg im Landkreis Harz in Sachsen-Anhalt.

## Geographische Lage

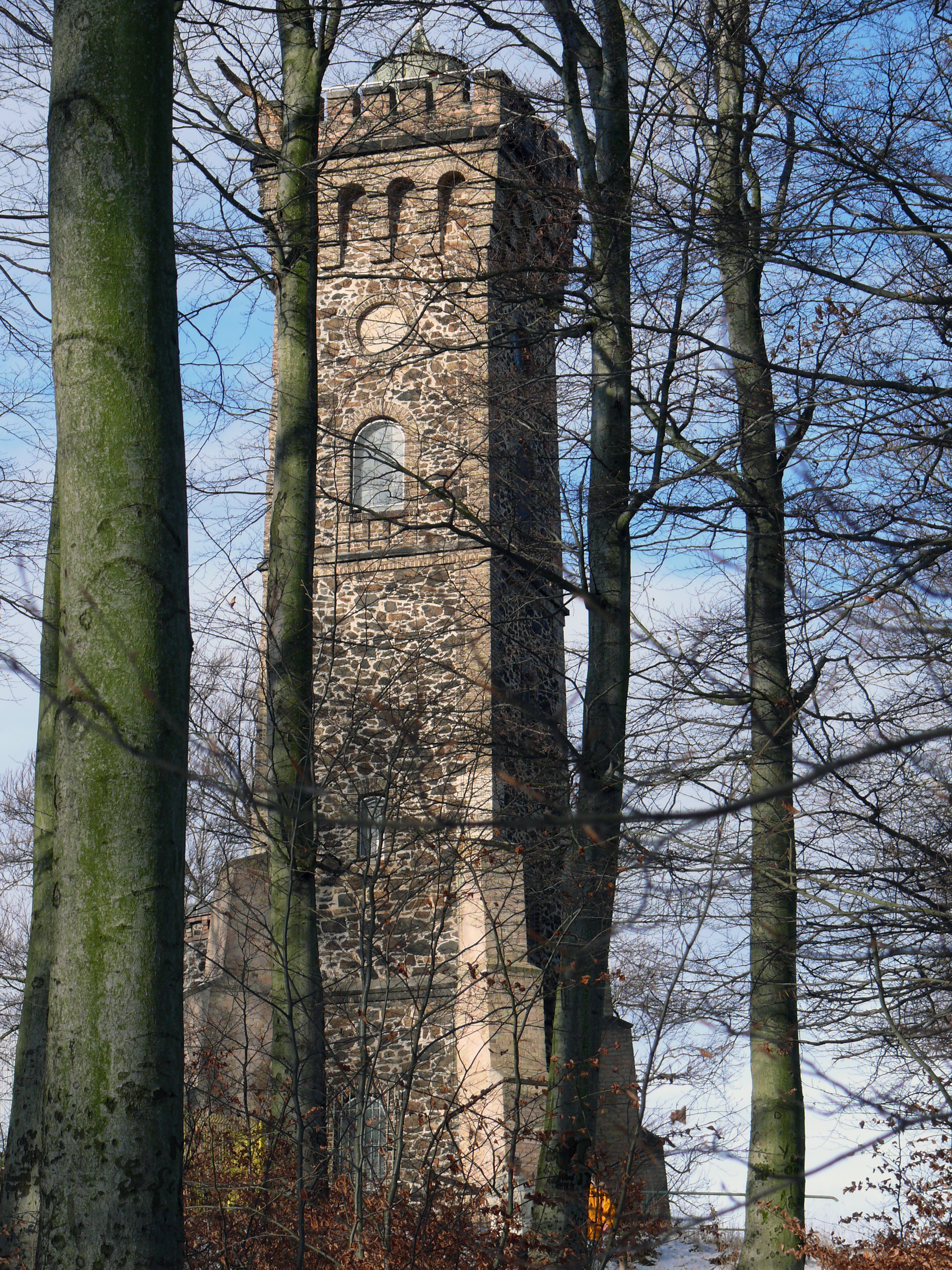
Aussichtsturm Wilhelm-Raabe-Warte auf dem Eichenberg

Der Eichenberg liegt im Unterharz im Naturpark Harz/Sachsen-Anhalt und ist dicht mit Laubbäumen bewachsen. Er erhebt sich direkt westlich der Blankenburger Kernstadt.
Am Nordhang liegt die Bungalow-Siedlung Am Eichenberg, welche Anfang der 1980er Jahre errichtet wurde. Die Häuser werden offiziell nur als Wochenendhäuser genutzt. Jenseits davon, in etwa 800 m Entfernung befindet sich die Ortslage Oesig. Beide Gebiete gehören zur Stadt Blankenburg.
Knapp 600 m südöstlich des Bergs erhebt sich jenseits der Bundesstraße 27 der Ziegenkopf (406,1 m ü. NN) mit Aussichtsturm und Berggasthof. Circa 3 km südwestlich liegt der Blankenburger Ortsteil Hüttenrode, und westlich davon erhebt sich jenseits der Trasse der Rübelandbahn der Staufenberg (433,8 m ü. NN).

## Wilhelm-Raabe-Warte
Auf dem Eichenberg steht der Aussichtsturm Wilhelm-Raabe-Warte, von dem der Blick unter anderem auf die Stadt Blankenburg und in das nördliche Harzvorland fällt.